# Shadow (Buffy the Vampire Slayer)
Shadow es el octavo episodio de la quinta temporada de Buffy the Vampire Slayer.

## Argumento
Buffy y Joyce están en el Hospital. Mientras, Riley va a buscar a Buffy a su casa y encuentra la cerradura forzada. Encuentra a Spike en la habitación de Buffy y quiere saber qué hacía oliendo un suéter de Buffy. Spike le dice que es costumbre del depredador conocer el olor del enemigo. Riley se enfurece aún más cuando Spike le comenta que Buffy se ha ido al hospital con Joyce. Spike provoca a Riley diciéndole que no da el tipo de lo que Buffy busca en un hombre. El chico le empuja a la luz pero luego le lanza la manta para que se cubra.
A Joyce le detectan una sombra en la cabeza. Tras una biopsia descubren es un tumor cerebral operable. Ben aconseja a Buffy que se tome un descanso. Llega Riley y Buffy, aún perturbada, le dice que tiene que hacer algo, magia por ejemplo, así que le pide que se encargue de llevar a Dawn al colegio.
Glory ha ido a la tienda de Giles - sin que él sepa quién es ella - y ha comprado un par de cosas. Anya, leyendo los resguardos de lo que se ha vendido, descubre que Giles ha vendido todos los ingredientes para realizar un antiguo ritual. Todos llegan a la conclusión de que la chica rubia que compró esos ingredientes es el demonio sobre el que han estado investigando todo el día sin encontrar nada.
Llega Buffy a la tienda y les informa sobre el estado de su madre. Tanto Giles como Willow explican a Buffy que la magia nunca ha ido de la mano de la medicina y que un hechizo podría empeorar la situación de su madre. A Anya se le escapa lo sucedido con Glory, así que Giles le informa sobre el ritual. Glory usa los ingredientes, junto a un demonio, para transformar una cobra que roba del zoológico. Buffy acude al zoológico para detenerla pero Glory es demasiado fuerte. Glory transforma a la cobra en una especie de serpiente gigante y la manda en busca de la Llave.
Cuando Riley recoge a Dawn, la niña le dice que Buffy lloraba mucho más con Ángel, lo que él cree que es porque a él lo quiere menos. Buffy va a la tienda de magia y está preocupada porque no sabe qué es lo que busca la serpiente. Riley se encuentra en el bar de Willy con una vampiresa por la que casi se dejó morder. Esta vez sí se va con ella a un oscuro callejón, se deja morder y después le clava una estaca.
La serpiente se pasea por toda la ciudad buscando a la Llave. Atraviesa el cristal de la tienda de magia, se acerca a Dawn y se le queda mirando mientras ella grita. La serpiente se aleja a toda velocidad. Buffy comprende que la serpiente ha encontrado la Llave y sale a perseguirla ayudada por Giles, quien la lleva en su coche. Finalmente Buffy logra derrotarla.

## Reparto

### Personajes principales
- Sarah Michelle Gellar como Buffy Summers.
- Nicholas Brendon como Xander Harris.
- Alyson Hannigan como Willow Rosenberg.
- Marc Blucas como Riley Finn.
- Emma Caulfield como Anya Jenkins.
- Michelle Trachtenberg como Dawn Summers.
- James Marsters como Spike.
- Anthony Stewart Head como Rupert Giles.

### Apariciones especiales
- Clare Kramer como Glory.
- Charlie Weber como Ben.
- Amber Benson como Tara.
- Kristine Sutherland como Joyce Summers.
- Kevin Weisman como Dreg.
- William Forward como Dr. Isaacs

### Personajes secundarios
- Megan Gray como Sandy.

## Producción